# Celles (Namur)

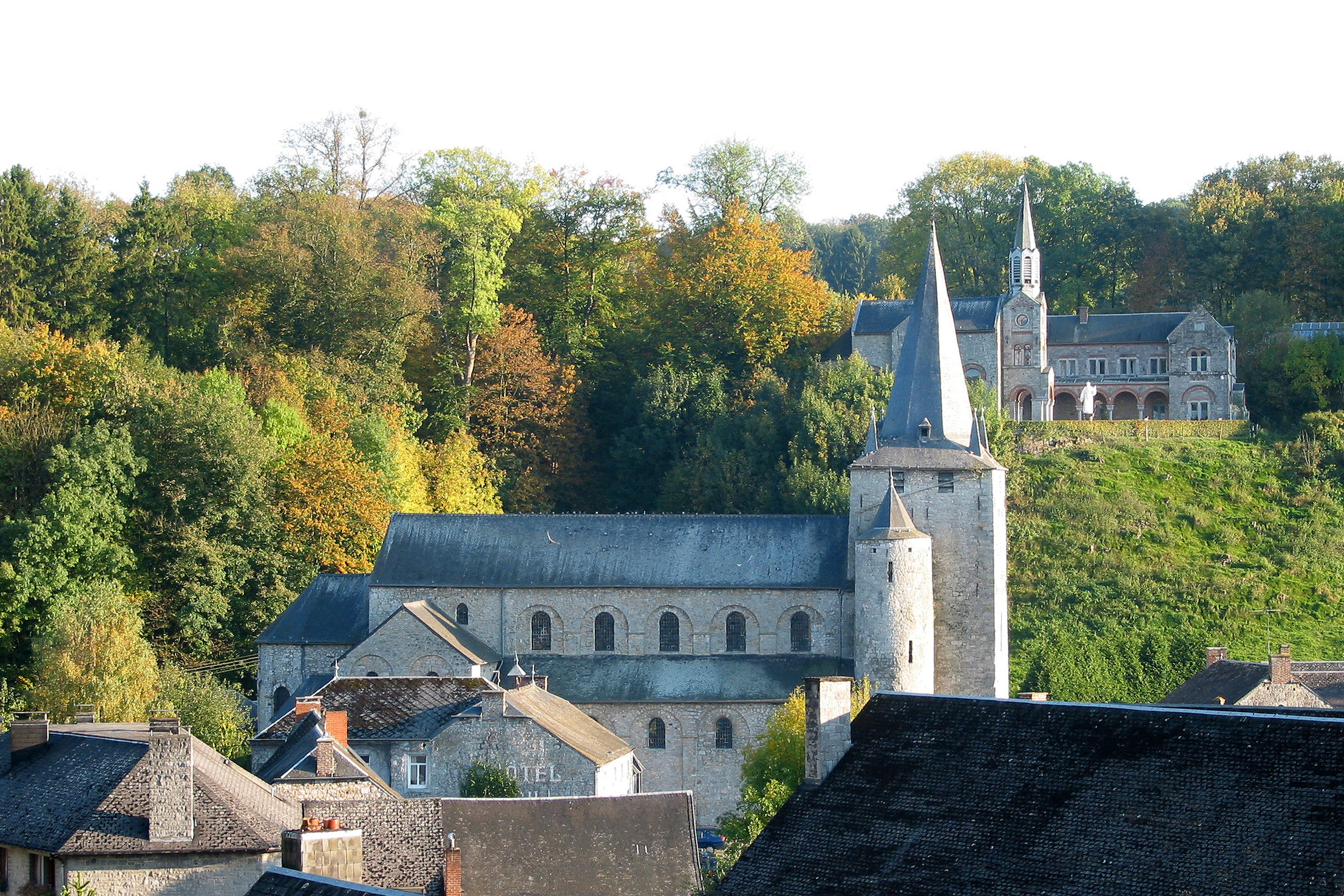
La antigua colegiata de San Adelino, del s. XI

Celles es una aldea que pertenece al municipio de Houyet, en la provincia de Namur (Bélgica). Es miembro de la asociación Les Plus Beaux Villages de Wallonie ("Los pueblos más hermosos de Valonia").
A varios kilómetros al suroeste del centro de la población, cerca del río Lesse, se encuentra la estación de tren de Gendron-Celles, que comunica a Celles con el resto del país.
Entre sus principales atractivos turísticos destacan, en las proximidades de la villa, el castillo de Vêves y el Castillo de Miranda. Igualmente hermosa es la iglesia colegiata de San Adelino, del s. XI, obra maestra del arte románico belga, incluida en el Patrimonio immobiliario clasificado de la Región valona.
Como curiosidad, Celles es el punto más lejano al que logró llegar el ejército alemán durante la Batalla de las Ardenas, a finales de la Segunda Guerra Mundial, hecho que queda testimoniado por la presencia, aún hoy, de un carro de combate Panther